# Radamés Gnattali
Radamés Gnattali (Porto Alegre, 27 de janeiro de 1906 — Rio de Janeiro, 13 de fevereiro de 1988) foi um arranjador, compositor e pianista brasileiro.

## Biografia
Filho primogênito de uma pianista gaúcha descendente de italianos, Adélia Fossati, e de um imigrante italiano radicado em Porto Alegre, Alessandro Gnattali, professor de música e maestro, foi irmão do maestro e arranjador Alexandre Gnattali.
Radamés Gnattali foi iniciado na música aos seis anos, tendo as primeiras lições de piano com a mãe e de violino com a prima Olga Fossati. Formou-se em piano em 1924 no Instituto de Belas Artes de Porto Alegre, orientado por Guilherme Fontainha. Neste ano apresentou-se no Instituto Nacional de Música do Rio de Janeiro, recebendo elogios do Jornal do Brasil, e em 1925 foi convidado por Mário de Andrade para dar um recital no Conservatório Dramático e Musical de São Paulo. Voltando a Porto Alegre, começou sua carreira profissional dando aulas de piano e tocando piano em cinemas e bailes. Também era hábil no cavaquinho e violão, participando de serestas e blocos carnavalescos. Em 1925 trocou o violino pela viola, integrando-se ao Quarteto Henrique Oswald, onde permaneceu quatro anos. Em 1929 foi convidado pelo professor Fontainha a se apresentar no Theatro Municipal do Rio de Janeiro como solista do Concerto em si bemol menor, de Tchaikovski, recebendo grandes elogios da crítica carioca. Mudou-se então para o Rio, ganhando a vida como músico de teatros e hotéis. Convidado por uma companhia russa como assistente do maestro, excursionou pela Argentina.

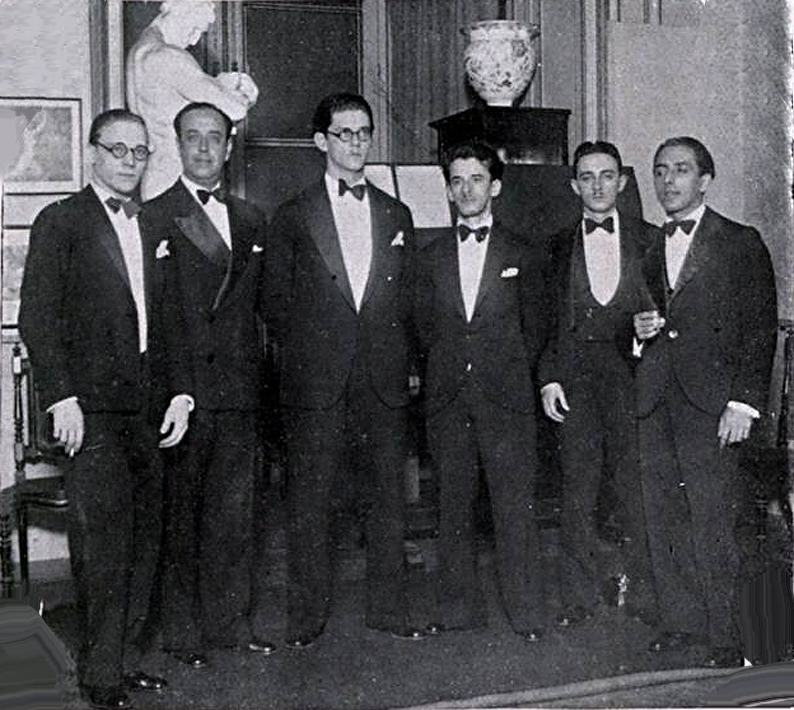
Concerto da Associação dos Artistas Brasileiros em 1932, com Oscar Borgerth, Adacto Filho, Radamés Gnattali, Luiz Cosme, Newton Ramalho e Iberê Gomes Grosso

Em 1930 apresentou suas primeiras composições no Theatro São Pedro de Porto Alegre, e ingressou nos quadros da Rádio Clube do Brasil do Rio. Em 1931 apresentou outras obras na Sala Beethoven, de Porto Alegre, recebendo elogiosa apreciação de Angelo Guido: "Radamés, como muitos belos espíritos da nova geração de músicos brasileiros, entre eles Villa-Lobos, aspira a fazer música nossa, em que sejam aproveitados os nossos ritmos típicos, originalíssimos, de nossa música folclórica, que é aquela que fala à alma de nossa gente". No mesmo ano começou a se preparar para concurso de catedrático do Instituto Nacional de Música, estudando harmonia com Agnelo França, mas o concurso não chegou a ser realizado.
Em 1932 deu um concerto como pianista solista no Theatro Municipal do Rio, sob a regência de Francisco Braga, e começou a se aproximar da música popular, trabalhando nas rádios como pianista, arranjador e maestro, além de atuar como maestro e compositor de música ligeira para o teatro. Colaborou com as orquestras de Romeu Silva e Simon Bountman em bailes de carnaval, rádios e operetas, e atuou como pianista das orquestras Típica Victor, Diabos do Céu e Guarda Velha. Gravou suas valsas Vibrações dalma e Saudosa pela Orquestra Típica Victor em 1933. Em 1934 seu choro Serenata do Joá e sua valsa Vilma foram gravadas por Luís Americano na Odeon. Nesse ano passou a ser o orquestrador da gravadora Victor e dois anos depois participou da inauguração da Rádio Nacional.
Em 1936 foi contratado como maestro e arranjador da Rádio Nacional, onde permaneceria por cerca de 30 anos. Ali fundou o Trio Carioca com o violoncelista Iberê Gomes Grosso e o violonista Romeu Ghipsman, gravando várias composições. O grupo evolui para a Orquestra Carioca, e em 1943 se transformou na Orquestra Brasileira de Radamés Gnattali, que tocava sucessos internacionais em novos arranjos no programa "Um Milhão de Melodias", chamando a atenção pela originalidade de suas soluções instrumentais, permanecendo treze anos no ar, além de ser o primeiro a prestar homenagens a compositores como Ernesto Nazareth, Chiquinha Gonzaga e Zequinha de Abreu. Alinhou-se às propostas do governo de Getúlio Vargas para a criação de uma música nacionalista e de fundo educativo, mas permanecia influenciado pelo jazz. A partir de 1945 se distanciou do nacionalismo, dando às suas composições uma voz mais original. Sua experiência no rádio seria determinante na consolidação do seu estilo pessoal, principalmente em termos de orquestração.

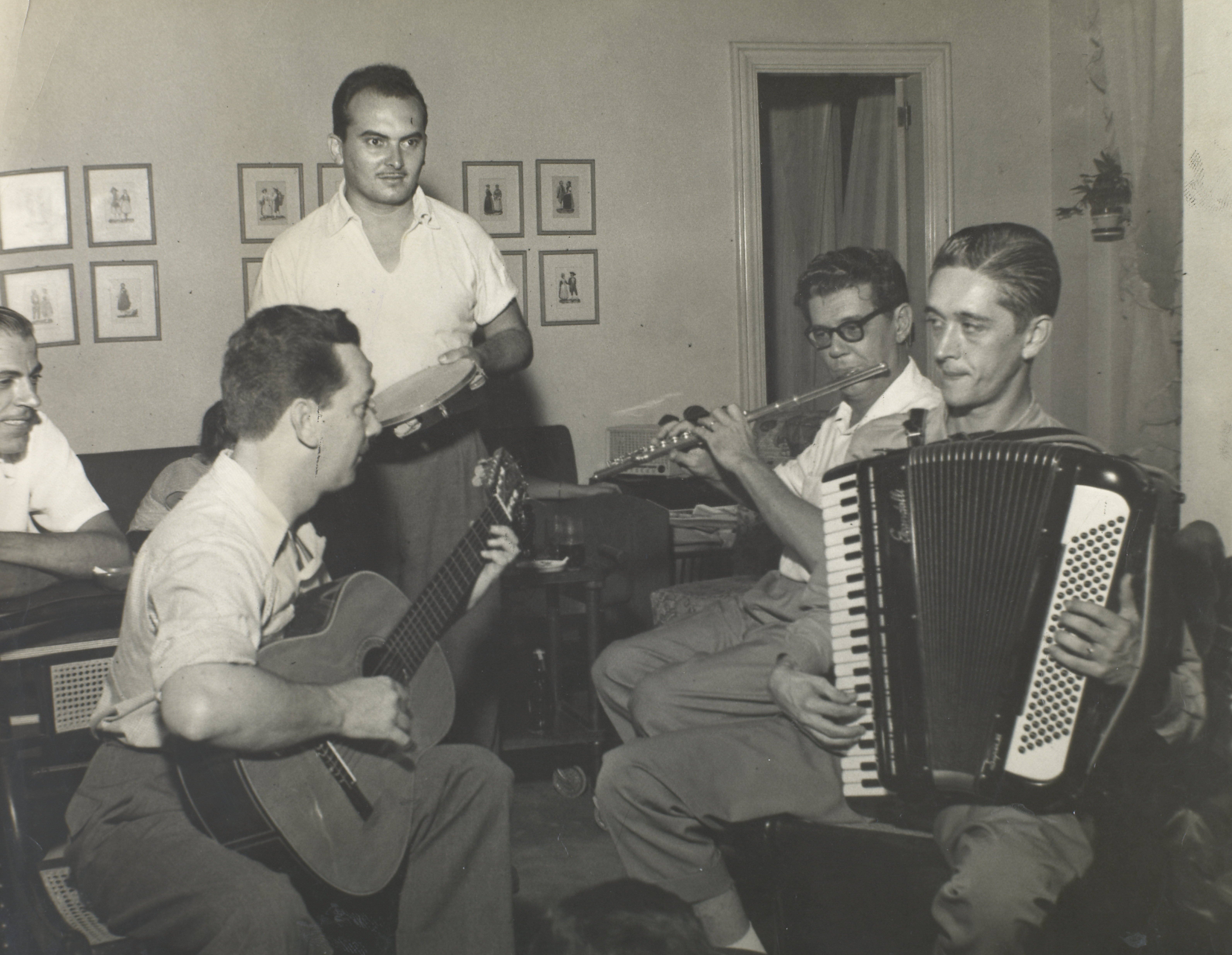
Garoto, Radamés Gnatalli, Chiquinho e Billy Blanco, 1955. Arquivo Nacional

Foi o autor da parte orquestral de gravações célebres como a do cantor Orlando Silva para a música Carinhoso, de Pixinguinha e João de Barro, ou ainda da famosa gravação original de Aquarela do Brasil (Ary Barroso) ou de Copacabana (João de Barro e Alberto Ribeiro) - esta última imortalizada na voz de Dick Farney. Na década de 1950 colaborou com o cineasta Nelson Pereira dos Santos e com o sambista Zé Keti em filmes importantes como Rio, Zona Norte (1957) e Rio 40 Graus (1955). 
No ano de 1960 embarcou para Europa, integrando a II Caravana Oficial da Música Popular Brasileira, apresentando-se em Portugal, França, Alemanha, Itália e Inglaterra com o Sexteto Continental, que incluía acordeão, guitarra, bateria e contrabaixo, e que resultou num disco. Em 1963 partiu outra vez para a Europa para apresentar-se em duo de piano e violoncelo com Iberê Gomes Grosso, passando por Berlim e Roma e, posteriormente, Jerusalém e Tel-Aviv, em Israel.
Na década de 1960 deixou o rádio para ser arranjador e maestro da TV Excelsior e na TV Globo. Radamés teve influência na composição de choros, incentivando jovens instrumentistas como Raphael Rabello, Joel Nascimento e Mauricio Carrilho, e para a formação de grupos de choro como o Camerata Carioca.
Foi parceiro de Tom Jobim. No seu círculo de amizades estavam Cartola, Heitor Villa-Lobos, Pixinguinha, Donga, João da Baiana, Francisco Mignone, Lorenzo Fernandez e Camargo Guarnieri. É autor do hino do Estado de Mato Grosso do Sul — a peça foi escolhida em concurso público nacional.
Em maio de 1983, numa série de eventos em homenagem a Pixinguinha, Radamés e Elizeth Cardoso apresentaram o recital Uma Rosa para Pixinguinha e, em parceria com a Camerata Carioca, gravou o disco Vivaldi e Pixinguinha.
A sua saúde começou a fraquejar em 1986, quando Radamés sofreu um derrame que o deixou com o lado direito do corpo paralisado. Em 1988, em decorrência de problemas circulatórios, sofreu outro derrame, falecendo no dia 13 de fevereiro de 1988 na cidade do Rio de Janeiro.
Adicionalmente a todo este histórico artístico, Radamés dedicou-se também ao público infantil na sua maturidade profissional. Imortalizou sua arte musical em diversos volumes de história infantil para LP (coleção Disquinho), hoje traduzidas em versão digital disponível em lojas virtuais como o iTunes.

## Homenagens
Em janeiro de 1983 recebeu o Prêmio Shell na categoria de música erudita; na ocasião, foi homenageado com um concerto no Theatro Municipal do Rio de Janeiro, que contou com a participação da Orquestra Sinfônica do Rio de Janeiro, do Duo Assad e da Camerata Carioca.
Em 1983, no CD Lagoa da Canoa, Município de Arapiraca, de Hermeto Pascoal & Grupo, há uma faixa intitulada "Mestre Radamés". Em 1992 a Prefeitura de Porto Alegre deu seu nome a uma sala de recitais e ensaios, no interior do Auditório Araújo Vianna.
Em 2002 foi o grande homenageado do festival de choro Chorando no Rio, promovido pelo Museu da Imagem e do Som, transmitido para todo o Brasil pela TVE e apresentado na Sala Cecília Meireles, Rio, quando sua suíte Retratos foi apresentada. Em 2006, comemorando-se o centenário de seu nascimento, foi homenageado com a apresentação do seu Concerto para piano e orquestra com a Orquestra Petrobrás Sinfônica em espetáculo que foi gravado e lançado em CD duplo. No mesmo ano foi lançado o álbum 100 anos de Radamés Gnattali, com a gravação da sua obra integral para violoncelo e piano, executada pelo violoncelista David Chew e pela pianista carioca Fernanda Canaud. Em 2010, foi homenageado na coletânea Chorinho do Brasil (Vo. 2), que lhe dedicou um CD inteiro intitulado Radamés Gnattali – O modernizador do choro.
Em 2007, foi gravado um CD duplo com composições de Gnattali com patrocínio da Petrobras, Retratos de Radamés, com os violonistas Edelton Gloeden e Paulo Porto Alegre.

## Discografia
- A saudade mata a gente/Copacabana-Fim de semana em Paquetá (1948) - Gravadora Continental
- Barqueiro do São Francisco/Um cantinho e você (1949) - Gravadora Continental
- Isso é Brasil/Carinhoso (1949) - Gravadora Continental
- Bate papo/Caminho da saudade (1949) - Gravadora Continental
- Tico-tico no fubá/Fim de tarde (Com o Quarteto Continental) (1949) - Gravadora Continental
- Sempre esperei por você/Remexendo (Com o Quarteto Continental) (1949) - Gravadora Continental
- Onde estás?/Tema (Vero e seu ritmo) (1950) - Gravadora Continental
- Tocantins/Madrigal (Vero e seu ritmo) (1950) - Gravadora Continental
- Mambolero/Improviso (1952) - Gravadora Continental
- Fantasia brasileira/Rapsódia brasileira (Com sua orquestra) (1953) - Gravadora Continental
- Radamés Gnattali: Três Concertos e uma Brasiliana, Orquestra Sinfônica Nacional, Radamés Gnattali: piano. Iberê Gomes Grosso: Violoncelo, Chiquinho do Acordeon: Acordeão (1968)
- Tributo a Garoto (com Raphael Rabello) (1982)

## Principais composições
- Brasilianas nº 1,2,3,6,9 e 10 (1944-1962)
- Concertos para piano e orquestra nº 1,2 e 3 (1963)
- Concerto para Violoncelo e orquestra (1941)
- Concerto para viola e orquestra de cordas (1967)
- Concerto para harmônica de boca (1960)
- Hino do estado do Mato Grosso do Sul, escolhido num concurso público.
- 10 Estudos para Violão

### Filmografia
Radamés Gnatalli foi responsável pela música de vários filmes do cinema brasileiro.
- 1952 - Sai da Frente
- 1952 - Nadando em Dinheiro
- 1955 - Rio 40 Graus
- 1957 - Rio Zona Norte